# Fırat Kocaoğlu

Fırat Kocaoğlu, né le 5 février 1988 à Ankara, est un footballeur turc, évoluant au poste de gardien de but. 
Il joue actuellement au club de Adanaspor.

## Carrière nationale
Fırat Kocaoğlu est formé au club de Galatasaray SK.
Le 2 octobre 2005, à l'âge de 17 ans, il joue son premier match avec l'équipe junior de Galatasaray SK PAF contre Trabzonspor PAF victoire 1-0 à domicile.
Le 29 septembre 2005, à l'âge de 17 ans, il signe son premier contrat professionnel avec le club de Galatasaray SK.
Pendant la saison 2007-2008, sur certaines rencontres il est sur la feuille de match, mais ne joue aucun match pour le club de Galatasaray SK.

## Carrière internationale
Fırat Kocaoğlu est un joueur qui a connu les sélections des -18 ans, -19 ans, -20 ans, -21 ans.
Le 15 novembre 2005, il connait sa première sélection avec la Turquie -18 ans contre l'Angleterre -18 ans victoire 1-0 à domicile.
Le 17 août 2006, il connait sa première sélection avec la Turquie -19 ans contre la Belgique -19 ans défaite 1-2 à l'extérieur.
Le 13 février 2008, il connait sa première sélection avec la Turquie -20 ans contre la Finlande -20 ans match nul 1-1 sur terrain neutre.
Pour la sélection Turquie espoirs il sera convoqué à une reprise mais sera sur le banc des remplaçants.

## Palmarès
- Champion de Turquie 2008 avec Galatasaray SK